# Ronde van Italië 2016/Vijftiende etappe
De vijftiende etappe van de Ronde van Italië 2016 werd gereden op 22 mei 2016 van Castelrotto (Kastelruth) naar Alpe di Siusi (Seiser Alm). Deze klimtijdrit was 10,8 kilometer lang.

## Verloop
De renners startten na elkaar voor een bijna elf kilometer lange klim naar de Seiser Alm in de Dolomieten. De Rus Aleksandr Foliforov deed dit met 28 minuten en 39 seconden het snelst. Rozetruidrager Steven Kruijswijk kwam heel dicht in de buurt, maar moest op een paar tienden van een seconde genoegen nemen met de tweede plaats. Ten opzichte van de andere favorieten voor het eindklassement deed Kruijswijk echter zeer goede zaken. Vincenzo Nibali verloor, mede door materiaalpech, meer dan twee minuten op Kruijswijk. Ook won de Nederlander 40 seconden op Esteban Chaves, waardoor hij een voorsprong boekte van ruim twee minuten op de rest.

## Uitslag
| Castelrotto naar Alpe di Siusi (10,8 km) |                     |                             |         |
| Plaats                                   | Naam                | Ploeg                       |         |
| Winnaar                                  | Aleksandr Foliforov | Gazprom-RusVelo             | 28'39"  |
| 2                                        | Steven Kruijswijk   | Team LottoNL-Jumbo          | z.t.    |
| 3                                        | Alejandro Valverde  | Movistar Team               | + 23"   |
| 4                                        | Sergej Firsanov     | Gazprom-RusVelo             | + 30"   |
| 5                                        | Michele Scarponi    | Astana Pro Team             | + 36"   |
| 6                                        | Esteban Chaves      | Orica GreenEDGE             | + 40"   |
| 7                                        | Ilnoer Zakarin      | Team Katjoesja              | + 47"   |
| 8                                        | Joe Dombrowski      | Cannondale Pro Cycling Team | + 52"   |
| 9                                        | Bob Jungels         | Etixx-Quick Step            | + 1'04" |
| 10                                       | Rafał Majka         | Tinkoff                     | + 1'09" |
| 11                                       | Diego Ulissi        | Lampre-Merida               | + 1'12" |
| 12                                       | Rein Taaramäe       | Team Katjoesja              | + 1'17" |
| 13                                       | Giovanni Visconti   | Movistar Team               | + 1'21" |
| 14                                       | Tanel Kangert       | Astana Pro Team             | z.t.    |
| 15                                       | Ian Boswell         | Team Sky                    | + 1'25" |
|                                          |                     |                             |         |
| 17                                       | Tim Wellens         | Lotto Soudal                | + 1'36" |

## Klassementen
| Algemeen klassement |                     |                    |           |
| Plaats              | Naam                | Ploeg              | Tijd      |
| Roze trui           | Steven Kruijswijk   | Team LottoNL-Jumbo | 60u41'22" |
| 2                   | Esteban Chaves      | Orica GreenEDGE    | + 2'12"   |
| 3                   | Vincenzo Nibali     | Astana Pro Team    | + 2'51"   |
| 4                   | Alejandro Valverde  | Movistar Team      | + 3'29"   |
| 5                   | Rafał Majka         | Tinkoff            | + 4'38"   |
| 6                   | Ilnoer Zakarin      | Team Katjoesja     | + 4'40"   |
| 7                   | Andrey Amador       | Movistar Team      | + 5'27"   |
| 8                   | Bob Jungels         | Etixx-Quick Step   | + 7'14"   |
| 9                   | Kanstantsin Siwtsow | Dimension Data     | + 7'37"   |
| 10                  | Jakob Fuglsang      | Astana Pro Team    | + 7'55"   |
|                     |                     |                    |           |
| 16                  | Maxime Monfort      | Lotto Soudal       | + 17'37"  |

| Puntenklassement |                    |                    |        |
| Plaats           | Naam               | Ploeg              | Punten |
| Rode trui        | Giacomo Nizzolo    | Trek-Segafredo     | 138    |
| 2                | Diego Ulissi       | Lampre-Merida      | 112    |
| 3                | Sacha Modolo       | Lampre-Merida      | 84     |
| 4                | Maarten Tjallingii | Team LottoNL-Jumbo | 83     |
| 5                | Daniel Oss         | BMC Racing Team    | 80     |

| Bergklassement |                   |                    |        |
| Plaats         | Naam              | Ploeg              | Punten |
| Blauwe trui    | Damiano Cunego    | Nippo-Vini Fantini | 134    |
| 2              | Stefan Denifl     | IAM Cycling        | 72     |
| 3              | Darwin Atapuma    | BMC Racing Team    | 69     |
| 4              | Giovanni Visconti | Movistar Team      | 61     |
| 5              | Mikel Nieve       | Team Sky           | 50     |

| Jongerenklassement |                 |                             |           |
| Plaats             | Naam            | Ploeg                       | Tijd      |
| Witte trui         | Bob Jungels     | Etixx-Quick Step            | 60u48'36" |
| 2                  | Sebastián Henao | Team Sky                    | + 11'34"  |
| 3                  | Davide Formolo  | Cannondale Pro Cycling Team | + 29'20"  |
| 4                  | Joe Dombrowski  | Cannondale Pro Cycling Team | + 47'31"  |
| 5                  | Valerio Conti   | Lampre-Merida               | + 49'30"  |

| Ploegenklassement (tijd) |                             |            |
| Plaats                   | Ploeg                       | Tijd       |
| 1                        | Astana Pro Team             | 182u23'30" |
| 2                        | Movistar Team               | + 4'40"    |
| 3                        | Cannondale Pro Cycling Team | + 19'05"   |
| 4                        | AG2R La Mondiale            | + 24'04"   |
| 5                        | Etixx-Quick Step            | + 41'23"   |

## Opgaves
- Fabio Sabatini (Etixx-Quick Step)
- Leigh Howard (IAM Cycling)
- Artoer Jersjov (Gazprom-RusVelo)

1e etappe ·
2e etappe ·
3e etappe ·
4e etappe ·
5e etappe ·
6e etappe ·
7e etappe ·
8e etappe ·
9e etappe ·
10e etappe ·
11e etappe ·
12e etappe ·
13e etappe ·
14e etappe ·
15e etappe ·
16e etappe ·
17e etappe ·
18e etappe ·
19e etappe ·
20e etappe ·
21e etappe
Startlijst · Eindstanden · Afbeeldingen